# Syren (Luksemburg)
Syren (lb. Siren) – wieś (Uertschaft) w południowym Luksemburgu, w kantonie Luksemburg, w gminie Weiler-la-Tour. Do 3 października 2015 miejscowość leżała w dystrykcie Luksemburg. Liczy 703 mieszkańców (1 stycznia 2023). 